# Cadê Dalila?
"Cadê Dalila?" é uma canção da cantora brasileira Ivete Sangalo, gravada para seu sexto álbum de estúdio Pode Entrar: Multishow Registro lançada nas rádios em dezembro e se tornando um sucesso no Carnaval. Ivete lançou em parceria com a Garnier, um CD single da canção. Foi distribuído cerca de um milhão de singles de acordo com a tiragem inicial do CD single.
A música, de autoria de Carlinhos Brown, foi uma das mais tocadas nas rádios por todo o Brasil e foi uns dos maiores hits do verão.
A primeira performance da música foi feita em Salvador, no Sarau do Brown, show organizado por Carlinhos Brown no Museu do Ritmo.

## Composição
A faixa foi escrita por Carlinhos Brown e Alain Tavares, e musicalmente é definida como um axé, com influências de música árabe na ponte e com forte uso de guitarra baiana, teclados e percussão em sua instrumentação. Segundo os compositores da canção, na época em que a canção foi escrita, a imprensa pautava uma suposta crise no axé. Inspirados por este cenário, Brown e Alain escreveram a previsão de um "vidente" que havia afirmado que ainda existiria carnaval em Salvador, mesmo em meio a uma suposta crise na música baiana. No final da canção, a narrativa indica que a previsão se confirmou, pois o vidente está vendo o trio passar e manda buscar Dalila, aquela que supostamente seria uma deusa carnavalesca que vê os momentos de crise sempre com o olhar otimista. A letra da canção gerou controvérsia por conter uma suposta referência a cocaína, onde Sangalo canta "Vai buscar Dalila... vai buscar Dalila ligeiro / Vai buscar Dalila... vai buscar Dalila ligeiro / Ligeiro, ligeiro, ligeiro". Quando questionada, Ivete negou a especulação; "Oi? Por que, você já mandou buscar a sua assim? Ô, meu Deus, coitado de Carlinhos Brown, autor da música, que é tão careta. Isso aí é folclore. São elucubrações carnavalescas. O cara está tão doido que manda buscar uma Dalila", respondeu. Segundo Ivete, a música "é bem otimista, propício para os momentos de festas, férias e início de ano, vem para anunciar o Brasil do futuro".

## Recepção
A canção recebeu criticas favoráveis. O Blog do Miguel Arcanjo disse que "a canção impressiona pela coragem da cantora em misturar ritmos percussivos árabes e baianos. E não é que deu certo? O refrão levanta qualquer plateia". Na quarta semana de rádio, a canção se torna o 11º single solo de Ivete a atingir o topo do Hot 100 Brasil. A música esteve por 4 semanas no topo das paradas do Brasil.

## Prêmios
Cadê Dalila foi eleita a música do carnaval 2009 por dois principais prêmios do carnaval: O Bahia Folia e o Dodô e Osmar. Esta foi a segunda música de Ivete á vencer a música do carnaval. A primeira vez foi em 2002 com a música Festa.

## Formatos e faixas
CD single Garnier
1. "Cadê Dalila?" - 3:12

## Posição nas paradas
| País — Tabela musical (2009)                | Posição de pico |
| ------------------------------------------- | --------------- |
| Brasil (Billboard Brasil)                   | 1               |
| Brasil (Billboard Brasil Salvador Regional) | 1               |
| Brasil (Brasil Hit Parade)                  | 1               |